# Falko Weißpflog
Falko Weißpflog (ur. 1954) – wschodnioniemiecki skoczek narciarski. Najlepsze wyniki w Pucharze Świata osiągnął w sezonie 1979/1980, kiedy zajął 45. miejsce w klasyfikacji generalnej.
Brązowy medalista mistrzostw świata w Lahti w konkursie indywidualnym na dużej skoczni.

## Puchar Świata w skokach narciarskich

### Miejsca w klasyfikacji generalnej
- sezon 1979/1980: 45

## Mistrzostwa świata
- Indywidualnie
  - 1978 Lahti (FIN) – brązowy medal (duża skocznia)